# Pleura
La pleura es una membrana serosa de origen mesodérmico que recubre ambos pulmones, el mediastino, el diafragma y la parte interna de la caja torácica. Según lo que cubra se clasifica en pleura parietal que es la parte externa en contacto con la caja torácica, el mediastino y la cara superior del diafragma,  y la pleura visceral es la parte interna que está en contacto con los pulmones.

## Clasificación

### Pleura parietal
La pleura parietal es la parte externa, en contacto con la caja torácica, el mediastino y la cara superior del diafragma y se divide 
en tres porciones: costal, mediastínica y diafragmática.
- Porción costal o costovertebral: es la que recubre las superficies internas de la pared torácica (el esternón, las costillas, los cartílagos costales, los músculos y los cuerpos vertebrales). Se encuentra separada de los huesos y músculos por la Fascia Endotorácica.[1]

- Porción mediastínica: es la que se encuentra recubriendo las caras laterales del mediastino y se continúa anterior y posteriormente con la porción costal e inferiormente con la porción diafragmática. Superior a la raíz del pulmón, la porción mediastínica se refleja anteroposteriormente entre el esternón y la columna vertebral. En el hilio del Pulmón, se refleja lateralmente en la raíz para continuar como la pleura visceral.[1]

- Porción diafragmática: es la que recubre la cara superior del diafragma, excepto en dos lugares, una donde el diafragma se fusiona con el pericardio y en las inserciones costales de este. La fascia frenicopleural, una lámina membranosa derivada de la fascia endotorácica, conecta esta porción pleural con las fibras musculares del diafragma.[1]

### Pleura visceral
La pleura visceral es la parte interna en contacto con los pulmones que se forma cuando la pleura parietal se refleja lateralmente en el Hilio pulmonar. Contiene el ligamento Pulmonar que viaja desde el esófago hasta el mediastino y cae por debajo del hilio, terminando en un filo libre.

### Pleura cervical
Existe también una pleura cervical que cubre el ápex/vértice del pulmón (una parte del pulmón que sobresale de la apertura torácica superior hacia la raíz del cuello). Es una extensión apical de las porciones costal y mediastínica de la pleura parietal. Forma una cúpula 2-3cm por encima del tercio medio de la clavícula y se refuerza por una banda fibrosa derivada de la Fascia Endotorácica, la Membrana Suprapleural (Fascia de Sibson), que se inserta en el borde interno de la clavícula y pasa sobre la raíz del cuello para llegar a insertarse en las apófisis transversas de C7.

## Cavidad pleural
La cavidad pleural es un espacio virtual entre la pleura parietal y la pleura visceral. Posee una capa de líquido casi capilar. El volumen normal de líquido pleural contenido en esta cavidad es de 0,1 a 0,2 ml/kg de peso.
| Composición y pH normal del líquido pleural      | Composición y pH normal del líquido pleural |
| ------------------------------------------------ | ------------------------------------------- |
| Volumen                                          | 0,17 ± 0,162 ml/kg                          |
| Células Mesoteliales Macrófagos Linfocitos C4/C8 | 1.000-5.000 0-2% 64-80% 18-36% 0,5-1%       |
| Proteínas                                        | 1-2 g/dl                                    |
| LDH                                              | <50% del valor del plasma                   |
| pH                                               | 7,37-7,45                                   |

El movimiento de líquido entre las hojas parietal y visceral, está determinado por la ecuación de Starling del transporte de líquidos y por el drenaje linfático, lo que permite la entrada y salida de líquido y proteínas en forma balanceada para mantener un volumen y concentración constante de proteínas. 

## Principales enfermedades de la pleura
- Neumotórax: presencia de aire en cavidad pleural.
- Derrame pleural: presencia de líquidos en cavidad pleural.
- Empiema pleural: presencia de pus en la cavidad pleural.
- Hemotorax: presencia de sangre en la cavidad pleural.
- Hemoneumotorax: presencia de sangre y aire en la cavidad pleural.
- Quilotórax: presencia de líquido linfático en cavidad pleural